# Відокремлювач
Відокре́млювач (віддільник) — комутаційний електричний апарат, призначений для автоматичного вимкнення кола високої напруги у разі відсутності в ньому струму за час безструмової паузи циклу автоматичного повторного увімкнення, оскільки його конструкцію не розраховано на гасіння електричної дуги.
Улаштування відокремлювача таке ж, як і роз'єднувача — відмінність від останнього у тому, що відокремлювач у поєднанні з короткозамикачем, створює систему відокремлювач — короткозамикач, яка являє собою замінник високовольтному вимикачу.

## Будова та принцип дії
Зазвичай, відокремлювач являє собою контактну систему рубильного типу без дугогасіння, та забезпечений пружинно-моторним приводом. У нормальному стані, електродвигуном здійснюється натяг пружини та постановка механізму на засувку. Після подавання сигналу, засувка вивільняється особливим розчіплювачем електромагнітної дії та під впливом натягнутої пружини, відокремлювач швидко розмикає коло. Такий спосіб дії (пружинне вимкнення) потрібний для енергонезалежності (наявність напруги не потрібна) спрацьовування відокремлювача, тобто для надійної його роботи. Також у пристрої наявне обов'язкове блокування, можливості вимкнення відокремлювача під струмом.
Перевагою відокремлювача є дешевизна, порівняно з важким високовольтним вимикачем, а вадою — низька надійність, оскільки відокремлювачі розташовуються, переважно, у відкритих розподільних пристроях, через що, опади можуть призвести до відмови його надійного спрацювання.
Застосування відокремлювачів згодом скорочувалося через визнання системи відокремлювач — короткозамикач морально застарілою. Відокремлювачі, також застосовуються у повітряних вимикачах, як обладнання, вбудоване в апарат.